# Гришин, Алексей Игоревич
Алексе́й И́горевич Гри́шин (28 сентября 1988, Москва, СССР) — российский хоккеист, защитник.

## Карьера
Воспитанник хоккейной школы московского «Спартака». Начал выступать в составе чеховского «Витязя», за который играл в течение трёх сезонов (в том числе в КХЛ в сезоне 2008/09). 4 января 2009 года получил серьезную травму во время матча с «Барысом» — оскольчатый перелом со смещением левой руки. Перенес 9 операций и после 2,5 лет вернулся в хоккей, в команду «Рубин» Тюмень, с которой стал серебряным призёром ВХЛ. Сезон 2012/13 провёл в новокузнецком «Металлурге». После отказа клуба продлевать контракт перешёл в «Салават Юлаев». Большую часть времени выступал за фарм-клуб «Торос». В октябре 2013 года был обменян на игрока московского «Спартака» Андрея Анкудинова, также выступавшего за фарм-клуб «Сокол». 14 января 2014 года в гостевом матче против «Барыса» (2:4) забросил свою первую шайбу в КХЛ.
27 мая 2014 года вернулся в подольский «Витязь».
10 мая 2016 года получил предложение подписать пробный контракт с «Торпедо» Нижний Новгород.

## Статистика выступлений
По состоянию на 25 февраля 2014 года
|             |               |             | Регулярный чемпионат | Регулярный чемпионат | Регулярный чемпионат | Регулярный чемпионат | Регулярный чемпионат | Регулярный чемпионат | Плей-офф | Плей-офф | Плей-офф | Плей-офф | Плей-офф | Плей-офф |
| Сезон       | Команда       | Лига        | Игр                  | Г                    | П                    | О                    | +/-                  | Штр                  | Игр      | Г        | П        | О        | +/-      | Штр      |
| ----------- | ------------- | ----------- | -------------------- | -------------------- | -------------------- | -------------------- | -------------------- | -------------------- | -------- | -------- | -------- | -------- | -------- | -------- |
| 2006-07     | Витязь        | РСЛ         | 30                   | 0                    | 0                    | 0                    | -2                   | 16                   | 3        | 0        | 0        | 0        | 0        | 0        |
| 2007-08     | Витязь        | РСЛ         | 44                   | 1                    | 2                    | 3                    | -15                  | 8                    | —        | —        | —        | —        | —        | —        |
| 2008-09     | Витязь        | КХЛ         | 25                   | 0                    | 5                    | 5                    | -1                   | 8                    | —        | —        | —        | —        | —        | —        |
| 2011-12     | Рубин         | ВХЛ         | 17                   | 0                    | 0                    | 0                    | +2                   | 6                    | 6        | 0        | 1        | 1        | +2       | 6        |
| 2012-13     | Металлург Нк  | КХЛ         | 49                   | 0                    | 2                    | 2                    | -14                  | 39                   | —        | —        | —        | —        | —        | —        |
| 2012-13     | Ариада-Акпарс | ВХЛ         | 2                    | 0                    | 1                    | 1                    | 0                    | 0                    | 13       | 2        | 3        | 5        | -3       | 12       |
| 2013-14     | Салават Юлаев | КХЛ         | 5                    | 0                    | 0                    | 0                    | -1                   | 0                    | —        | —        | —        | —        | —        | —        |
| 2013-14     | Торос         | ВХЛ         | 9                    | 0                    | 0                    | 0                    | 0                    | 2                    | —        | —        | —        | —        | —        | —        |
| 2013-14     | Спартак       | КХЛ         | 31                   | 1                    | 3                    | 4                    | -12                  | 16                   | —        | —        | —        | —        | —        | —        |
| Всего в КХЛ | Всего в КХЛ   | Всего в КХЛ | 110                  | 1                    | 10                   | 11                   | -28                  | 63                   | —        | —        | —        | —        | —        | —        |